# مدينة الأمير محمد بن عبد العزيز الرياضية
مدينة الأمير محمد بن عبد العزيز الرياضية تقع في غرب المدينة المنورة، وتضم ملعب لكرة القدم وملاعب أخرى لكرة السلة وكرة المضرب واليد وغيره. يتسع لحوالي الـ.25000الف متفرج. وهو ملعب متعدد الاستخدامات، وغالباً ما يتخذ نادي الأنصار السعودي ملعب مدينة الأمير محمد بن عبد العزيز مقراً له في مواجهة الفرق الأخرى.